# Sphaeromias meesseri
Sphaeromias meesseri är en tvåvingeart som beskrevs av Meillon 1942. Sphaeromias meesseri ingår i släktet Sphaeromias och familjen svidknott.
Artens utbredningsområde är Zimbabwe. Inga underarter finns listade i Catalogue of Life.